# Lipotriches elongata
Lipotriches elongata är en biart som först beskrevs av Heinrich Friese 1914.  Lipotriches elongata ingår i släktet Lipotriches och familjen vägbin. Inga underarter finns listade i Catalogue of Life.